# Europäischer Filmpreis/Bester Kinderfilm
Europäischer Filmpreis: Bester Kinderfilm (European Film Academy Young Audience Award)
Die Auszeichnung für den besten europäischen Kinderfilm ist ein Publikumspreis, der seit 2012 vergeben wird. Die drei nominierten Spielfilme werden von einem Expertenkomitee ausgewählt und an einem Young Audience Film Day in Kinos zahlreicher europäischer Städte aufgeführt. Die 12- bis 14-jährigen Zuschauer bestimmen dann den Gewinner des Preises. In Deutschland finden die Vorführungen traditionell in Erfurt statt, wo anschließend auch der Gewinner gekürt wird.

## 2010er Jahre
2012
Kauwboy – Regie: Boudewijn Koole (Niederlande)
Blue Bird – Regie: Gust Van den Berghe (Belgien)
Winterdieb (L’enfant d’en haut) – Regie: Ursula Meier (Frankreich, Schweiz)

2013
Nono, het Zigzag Kind – Regie: Vincent Bal (Niederlande)
Le magasin des suicides – Regie: Patrice Leconte (Frankreich, Belgien, Kanada)
Kopfüber – Regie: Bernd Sahling (Deutschland)

2014
Spijt! – Regie: Dave Schram (Niederlande)
MGP missionen – Regie: Martin Miehe-Renard (Dänemark)
Ostwind – Regie: Katja von Garnier (Deutschland)

2015
Il ragazzo invisibile – Regie: Gabriele Salvatores (Italien)
Stella (Min lilla syster) – Regie: Sanna Lenken (Schweden, Deutschland)
Familienbande (You’re Ugly Too) – Regie: Mark Noonan (Irland)

2016

2017

2018
Wallay – Regie: Berni Goldblat (Frankreich, Burkina Faso, Katar)
Girl in Flight / La Fuga – Regie: Sandra Vannucchi (Italien, Schweiz)
Hobbyhorse Revolution – Regie: Selma Vilhunen (Finnland)

2019
Fight Girl / Vechtmeisje – Regie: Johan Timmers (Niederlande, Belgien)
Los Bando – Regie: Christian Lo (Norwegen, Schweden)
Old Boys – Regie: Toby MacDonald (UK, Schweden)

## 2020er Jahre
2020
My Brother Chases Dinosaurs – Regie: Stefano Cipani (Italien, Spanien)
Meine wunderbar seltsame Woche mit Tess – Regie: Steven Wouterlood (Niederlande, Deutschland)
Rocca verändert die Welt – Regie: Katja Benrath (Deutschland)
2021
The Crossing – Regie: Johanne Helgeland (Norwegen)
Pinocchio – Regie: Matteo Garrone (Italien, Frankreich)
Wolfwalkers – Regie: Tomm Moore und Ross Stewart (Irland, Luxemburg, Frankreich)
2022
Animal – Regie: Cyril Dion (Frankreich)
Comedy Queen – Regie: Sanna Lenken (Schweden)
Träume sind wie wilde Tiger – Regie: Lars Montag (Deutschland)